# Poker Masters 2019

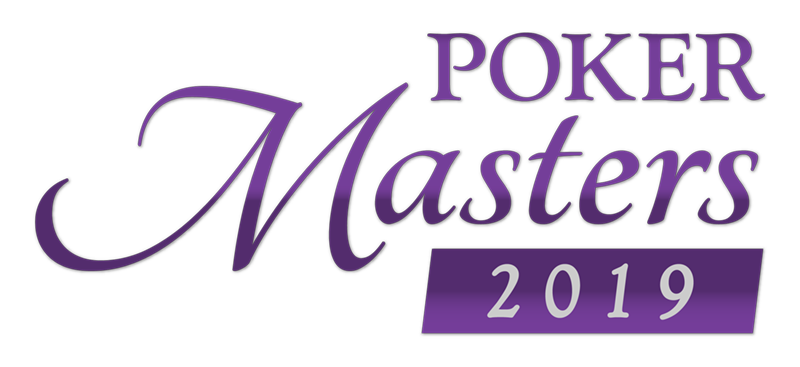
Logo der Poker Masters 2019

Die Poker Masters 2019 waren die dritte Austragung dieser Pokerturnierserie und wurden von Poker Central veranstaltet. Die zehn High-Roller-Turniere mit Buy-ins von mindestens 10.000 US-Dollar wurden vom 4. bis 14. November 2019 im PokerGO Studio im Aria Resort & Casino in Paradise am Las Vegas Strip ausgespielt.

## Struktur

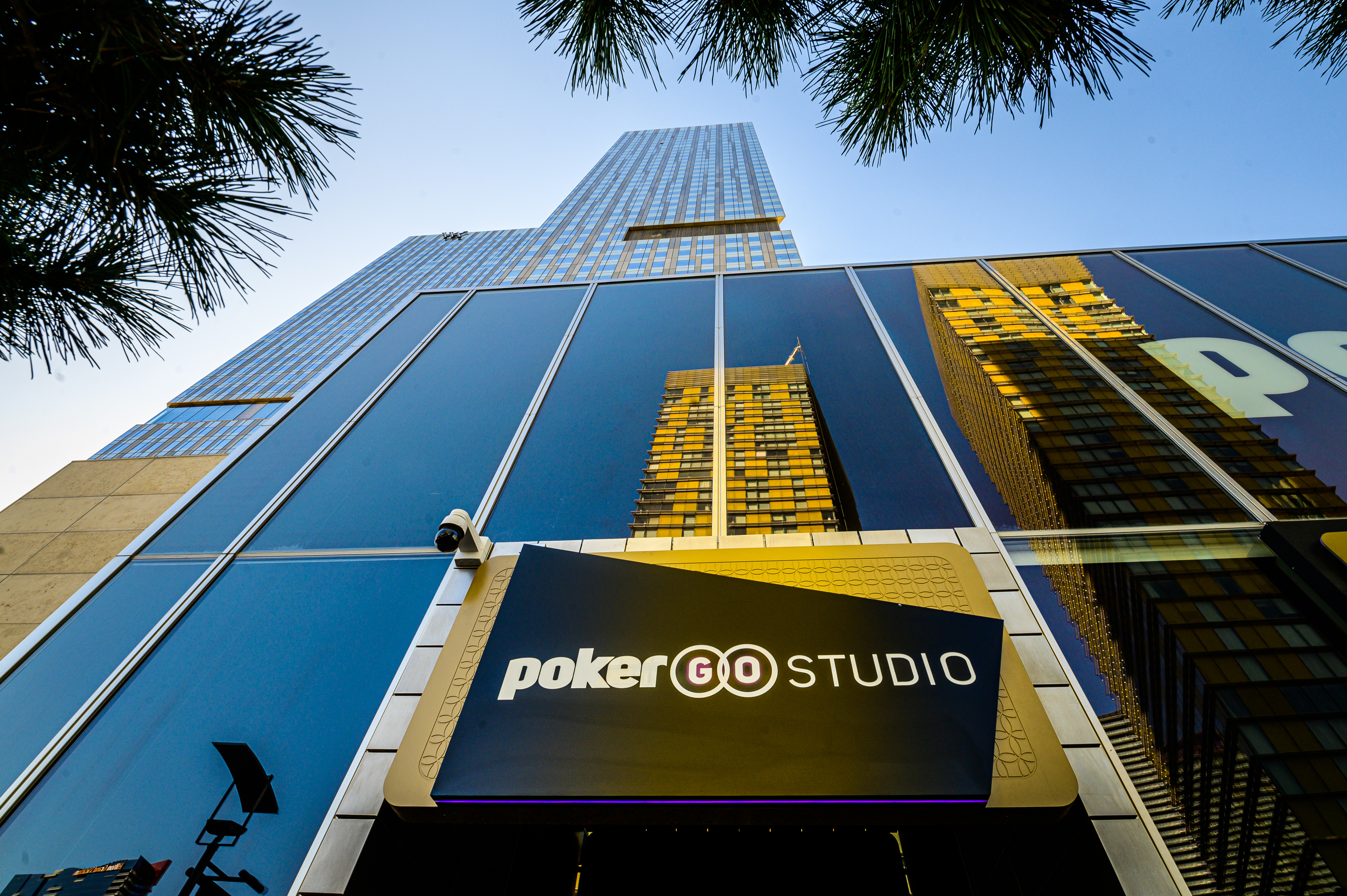
Das PokerGO Studio im Aria Resort & Casino (2019)

Sechs der zehn Turniere wurden in der Variante No Limit Hold’em ausgetragen, wobei eines mit Short Deck gespielt wurde. Zwei Events wurden in Pot Limit Omaha sowie je eine Event in 8-Game und Big Bet Mix gespielt. Aufgrund des hohen Buy-ins waren bei den Turnieren lediglich die weltbesten Pokerspieler sowie reiche Geschäftsmänner anzutreffen. Sam Soverel sammelte über alle Turniere hinweg die meisten Punkte und erhielt daher ein violettes Sakko, das sogenannte Poker Masters Purple Jacket™, sowie 100.000 US-Dollar. Der Finaltisch jeden Events wurde live von der kostenpflichtigen Onlineplattform PokerGO übertragen.

## Turniere

### Übersicht
| #  | Turnierbeginn | Buy-in (in $) | Variante                    | Teilnehmer | Sieger         | Herkunft           | Preisgeld (in $) |
| -- | ------------- | ------------- | --------------------------- | ---------- | -------------- | ------------------ | ---------------- |
| 1  | 4. Nov. 2019  | 10.000        | No Limit Hold’em            | 97         | Isaac Baron    | Vereinigte Staaten | 223.100          |
| 2  | 5. Nov. 2019  | 10.000        | Pot Limit Omaha             | 62         | Ryan Laplante  | Vereinigte Staaten | 186.000          |
| 3  | 6. Nov. 2019  | 10.000        | No Limit Hold’em Short Deck | 37         | Jonathan Depa  | Vereinigte Staaten | 133.200          |
| 4  | 7. Nov. 2019  | 10.000        | 8-Game                      | 45         | Jared Bleznick | Vereinigte Staaten | 153.000          |
| 5  | 8. Nov. 2019  | 10.000        | Big Bet Mix                 | 52         | Julien Martini | Frankreich         | 166.400          |
| 6  | 9. Nov. 2019  | 25.000        | No Limit Hold’em            | 51         | Kristen Foxen  | Kanada             | 408.000          |
| 7  | 10. Nov. 2019 | 25.000        | Pot Limit Omaha             | 34         | Sam Soverel    | Vereinigte Staaten | 340.000          |
| 8  | 11. Nov. 2019 | 25.000        | No Limit Hold’em            | 41         | Sergi Reixach  | Spanien            | 369.000          |
| 9  | 12. Nov. 2019 | 25.000        | No Limit Hold’em            | 49         | Kahle Burns    | Australien         | 416.500          |
| 10 | 13. Nov. 2019 | 50.000        | No Limit Hold’em            | 34         | Sam Soverel    | Vereinigte Staaten | 680.000          |

### #1 – No Limit Hold’em
Das erste Event wurde am 4. und 5. November 2019 gespielt. 97 Teilnehmer zahlten den Buy-in von 10.000 US-Dollar.
| Platz | Herkunft               | Spieler            | Preisgeld (in $) | Punkte |
| ----- | ---------------------- | ------------------ | ---------------- | ------ |
| 1     | Vereinigte Staaten     | Isaac Baron        | 223.100          | 300    |
| 2     | Vereinigte Staaten     | Chance Kornuth     | 164.900          | 210    |
| 3     | Vereinigte Staaten     | Ralph Wong         | 116.400          | 150    |
| 4     | Vereinigte Staaten     | Jeremy Ausmus      | 097.000          | 120    |
| 5     | Vereinigte Staaten     | Sam Soverel        | 077.600          | 090    |
| 6     | Vereinigte Staaten     | Scott Blumstein    | 058.200          | 060    |
| 7     | Vereinigte Staaten     | Dan Shak           | 048.500          | 060    |
| 8     | Vietnam                | Thai Ha            | 038.800          | 060    |
| 9     | Vereinigte Staaten     | Sean Winter        | 029.100          | 060    |
| 10    | Griechenland           | Antonios Roungeris | 029.100          | 060    |
| 11    | Vereinigte Staaten     | Joseph Orsino      | 029.100          | 060    |
| 12    | Vereinigte Staaten     | Alex Foxen         | 019.400          | 060    |
| 13    | Vereinigte Staaten     | Randall Emmett     | 019.400          | 060    |
| 14    | Vereinigtes Konigreich | Stephen Chidwick   | 019.400          | 060    |

### #2 – Pot Limit Omaha
Das zweite Event wurde am 5. und 6. November 2019 in Pot Limit Omaha gespielt. 62 Teilnehmer zahlten den Buy-in von 10.000 US-Dollar.
| Platz | Herkunft                | Spieler           | Preisgeld (in $) | Punkte |
| ----- | ----------------------- | ----------------- | ---------------- | ------ |
| 1     | Vereinigte Staaten      | Ryan Laplante     | 186.000          | 300    |
| 2     | Vereinigte Staaten      | Chance Kornuth    | 124.000          | 210    |
| 3     | Vietnam                 | Thai Ha           | 086.000          | 150    |
| 4     | Vereinigte Staaten      | John Riordan      | 062.000          | 120    |
| 5     | Bosnien und Herzegowina | Almedin Imširović | 049.600          | 090    |
| 6     | Vereinigte Staaten      | Tim McDermott     | 037.200          | 060    |
| 7     | Serbien                 | Damjan Radanov    | 031.000          | 060    |
| 8     | Vereinigte Staaten      | Brent Roberts     | 024.800          | 060    |
| 9     | Vereinigte Staaten      | Anthony Zinno     | 018.600          | 060    |

### #3 – No Limit Hold’em Short Deck

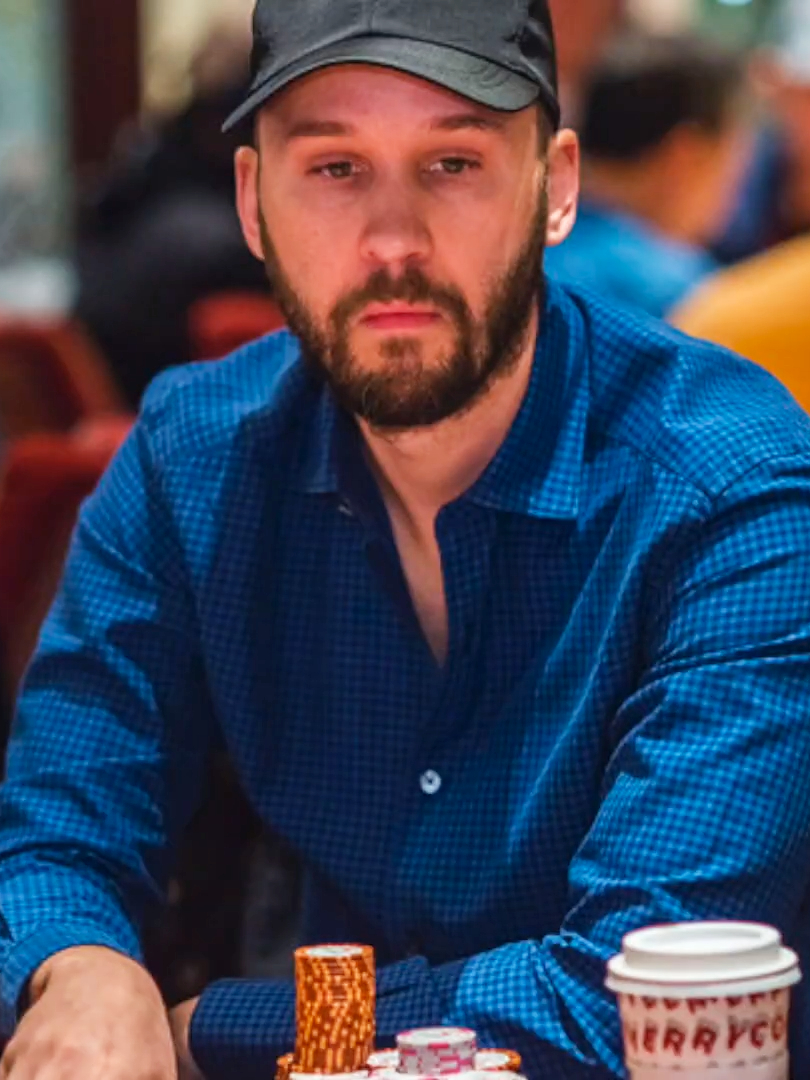
Jonathan Depa (2019)

Das dritte Event wurde am 6. und 7. November 2019 in No Limit Hold’em Short Deck gespielt. 37 Teilnehmer zahlten den Buy-in von 10.000 US-Dollar.
| Platz | Herkunft           | Spieler         | Preisgeld (in $) | Punkte |
| ----- | ------------------ | --------------- | ---------------- | ------ |
| 1     | Vereinigte Staaten | Jonathan Depa   | 133.200          | 300    |
| 2     | Vereinigte Staaten | Alex Foxen      | 088.800          | 210    |
| 3     | Vereinigte Staaten | Erik Seidel     | 059.200          | 150    |
| 4     | Niederlande        | Jorryt van Hoof | 037.000          | 120    |
| 5     | Vereinigte Staaten | Ben Yu          | 029.600          | 090    |
| 6     | Vereinigte Staaten | Sam Soverel     | 022.200          | 060    |

### #4 – 8-Game
Das vierte Event wurde am 7. und 8. November 2019 in 8-Game gespielt. 45 Teilnehmer zahlten den Buy-in von 10.000 US-Dollar.
| Platz | Herkunft           | Spieler         | Preisgeld (in $) | Punkte |
| ----- | ------------------ | --------------- | ---------------- | ------ |
| 1     | Vereinigte Staaten | Jared Bleznick  | 153.000          | 300    |
| 2     | Vereinigte Staaten | Cary Katz       | 099.000          | 210    |
| 3     | Vereinigte Staaten | Nick Schulman   | 067.500          | 150    |
| 4     | Vereinigte Staaten | Mike Gorodinsky | 045.000          | 120    |
| 5     | Vereinigte Staaten | Jake Abdalla    | 036.000          | 090    |
| 6     | Vereinigte Staaten | Brandon Adams   | 027.000          | 060    |
| 7     | Vereinigte Staaten | George Wolff    | 022.500          | 060    |

### #5 – Big Bet Mix

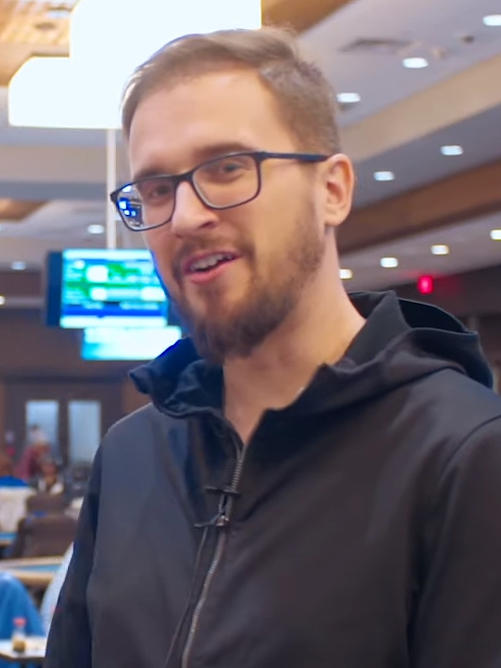
Julien Martini (2020)

Das fünfte Event wurde am 8. und 9. November 2019 in Big Bet Mix gespielt. 52 Teilnehmer zahlten den Buy-in von 10.000 US-Dollar.
| Platz | Herkunft               | Spieler           | Preisgeld (in $) | Punkte |
| ----- | ---------------------- | ----------------- | ---------------- | ------ |
| 1     | Frankreich             | Julien Martini    | 166.400          | 300    |
| 2     | Australien             | Kahle Burns       | 109.200          | 210    |
| 3     | Niederlande            | Jorryt van Hoof   | 072.800          | 150    |
| 4     | Vereinigte Staaten     | Sam Soverel       | 052.000          | 120    |
| 5     | Vereinigtes Konigreich | Stephen Chidwick  | 041.600          | 090    |
| 6     | Brasilien              | Pedro Bromfman    | 031.200          | 060    |
| 7     | Brasilien              | Yuri Dzivielevski | 026.000          | 060    |
| 8     | Vereinigte Staaten     | Erik Seidel       | 020.800          | 060    |

### #6 – No Limit Hold’em

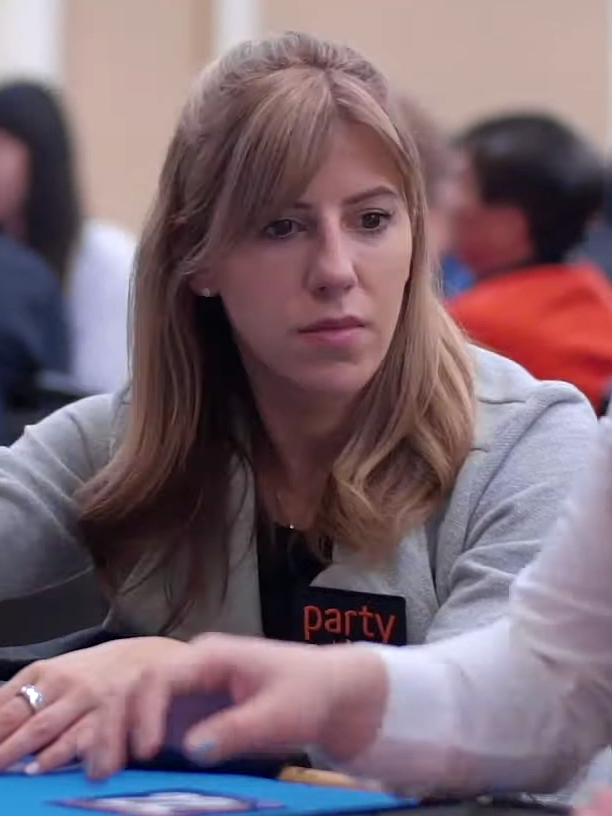
Kristen Foxen (2020)

Das sechste Event wurde am 9. und 10. November 2019 gespielt. 51 Teilnehmer zahlten den Buy-in von 25.000 US-Dollar.
| Platz | Herkunft                | Spieler           | Preisgeld (in $) | Punkte |
| ----- | ----------------------- | ----------------- | ---------------- | ------ |
| 1     | Kanada                  | Kristen Foxen     | 408.000          | 300    |
| 2     | Vereinigte Staaten      | Chance Kornuth    | 267.500          | 210    |
| 3     | Bosnien und Herzegowina | Almedin Imširović | 178.500          | 150    |
| 4     | Ungarn                  | András Németh     | 127.500          | 120    |
| 5     | Vereinigte Staaten      | Ralph Wong        | 102.000          | 090    |
| 6     | Vereinigtes Konigreich  | Ben Heath         | 076.500          | 060    |
| 7     | Vereinigte Staaten      | David Stamm       | 063.750          | 060    |
| 8     | Vereinigte Staaten      | Elio Fox          | 051.000          | 060    |

### #7 – Pot Limit Omaha

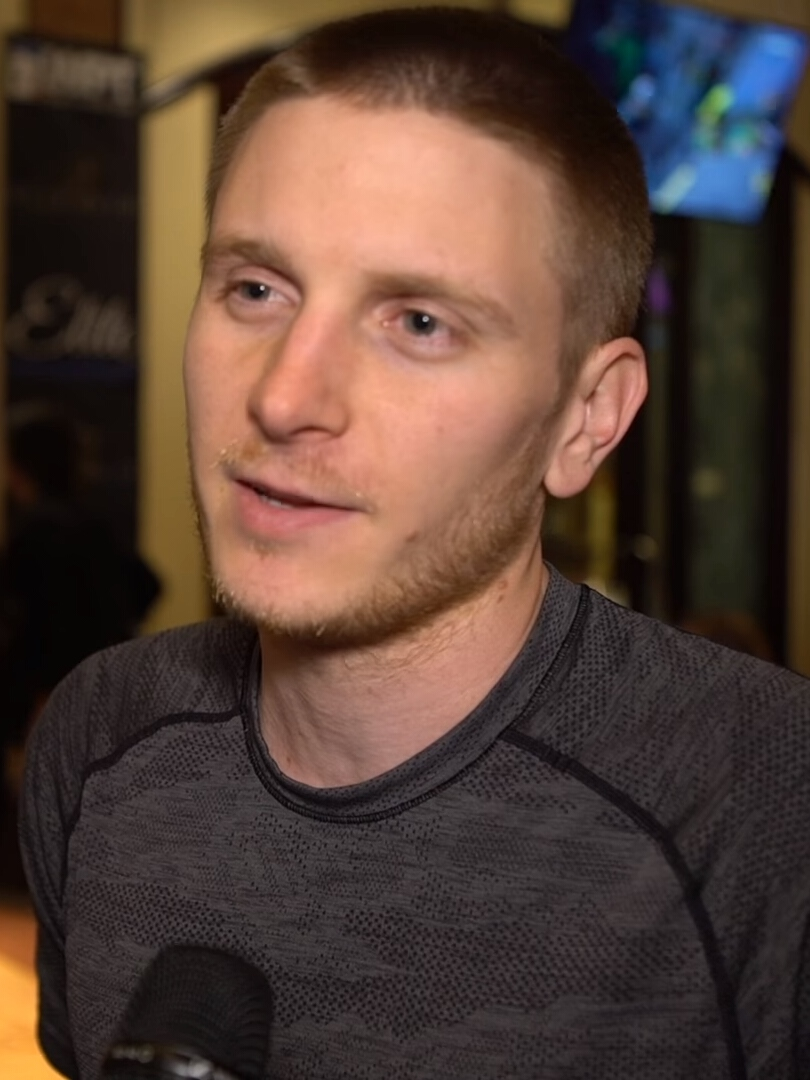
Sam Soverel (2018)

Das siebte Event wurde am 10. und 11. November 2019 in Pot Limit Omaha gespielt. 34 Teilnehmer zahlten den Buy-in von 25.000 US-Dollar.
| Platz | Herkunft           | Spieler       | Preisgeld (in $) | Punkte |
| ----- | ------------------ | ------------- | ---------------- | ------ |
| 1     | Vereinigte Staaten | Sam Soverel   | 340.000          | 300    |
| 2     | Vereinigte Staaten | Sean Winter   | 221.000          | 210    |
| 3     | Vereinigte Staaten | George Wolff  | 136.000          | 150    |
| 4     | Australien         | Kahle Burns   | 085.000          | 120    |
| 5     | Vereinigte Staaten | Anthony Zinno | 068.000          | 090    |

### #8 – No Limit Hold’em
Das achte Event wurde am 11. und 12. November 2019 gespielt. 41 Teilnehmer zahlten den Buy-in von 25.000 US-Dollar.
| Platz | Herkunft           | Spieler           | Preisgeld (in $) | Punkte |
| ----- | ------------------ | ----------------- | ---------------- | ------ |
| 1     | Spanien            | Sergi Reixach     | 369.000          | 300    |
| 2     | Vereinigte Staaten | George Wolff      | 246.000          | 210    |
| 3     | Turkei             | Örpen Kısacıkoğlu | 164.000          | 150    |
| 4     | Vereinigte Staaten | Sam Soverel       | 102.500          | 120    |
| 5     | Ungarn             | András Németh     | 082.000          | 090    |
| 6     | Vereinigte Staaten | Sean Winter       | 061.500          | 060    |

### #9 – No Limit Hold’em
Das neunte Event wurde am 12. und 13. November 2019 gespielt. 49 Teilnehmer zahlten den Buy-in von 25.000 US-Dollar.
| Platz | Herkunft                | Spieler           | Preisgeld (in $) | Punkte |
| ----- | ----------------------- | ----------------- | ---------------- | ------ |
| 1     | Australien              | Kahle Burns       | 416.500          | 300    |
| 2     | Bosnien und Herzegowina | Almedin Imširović | 269.500          | 210    |
| 3     | Vereinigte Staaten      | Sean Winter       | 183.750          | 150    |
| 4     | Vereinigte Staaten      | Sam Soverel       | 122.500          | 120    |
| 5     | Vereinigte Staaten      | Elio Fox          | 098.000          | 090    |
| 6     | Vereinigte Staaten      | David Peters      | 073.500          | 060    |
| 7     | Vereinigte Staaten      | Alex Foxen        | 061.250          | 060    |

### #10 – No Limit Hold’em

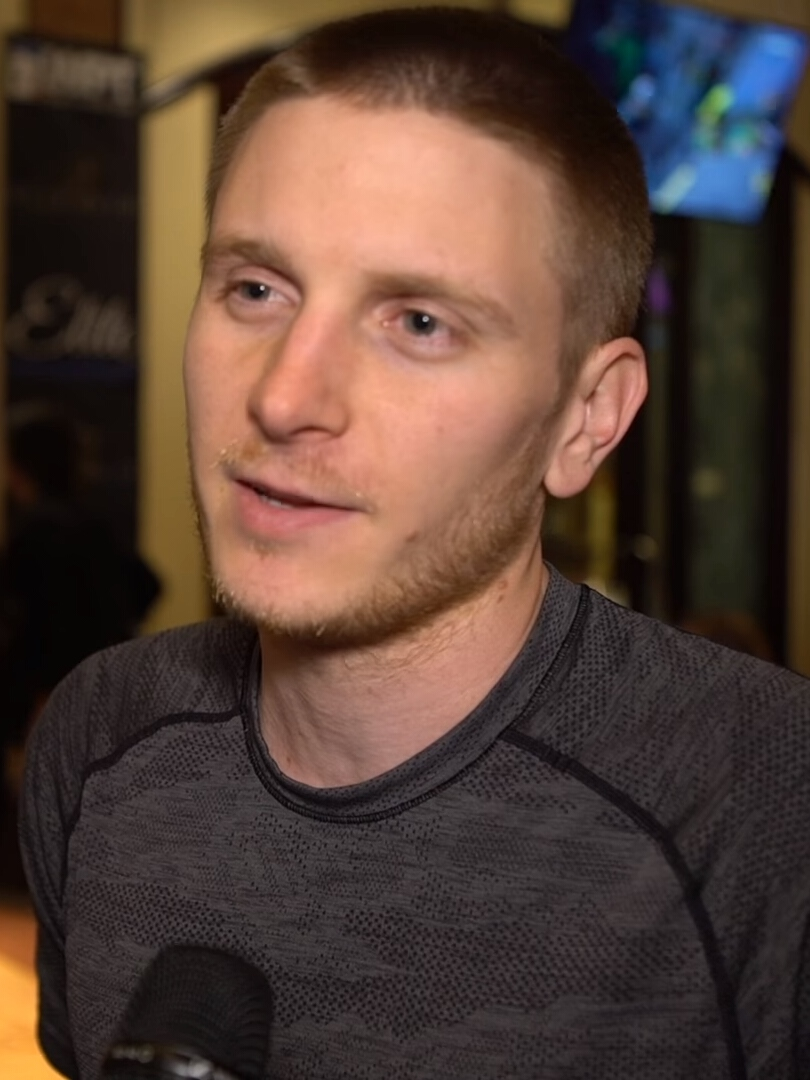
Sam Soverel (2018)

Das Main Event wurde am 13. und 14. November 2019 gespielt. 34 Teilnehmer zahlten den Buy-in von 50.000 US-Dollar.
| Platz | Herkunft               | Spieler          | Preisgeld (in $) | Punkte |
| ----- | ---------------------- | ---------------- | ---------------- | ------ |
| 1     | Vereinigte Staaten     | Sam Soverel      | 680.000          | 350    |
| 2     | Vereinigte Staaten     | Chris Hunichen   | 442.000          | 245    |
| 3     | Vereinigte Staaten     | Elio Fox         | 272.000          | 175    |
| 4     | Vereinigtes Konigreich | Stephen Chidwick | 170.000          | 140    |
| 5     | Vereinigte Staaten     | Seth Davies      | 136.000          | 105    |

## Purple Jacket

### Punktesystem
Wie bereits im Vorjahr wurde der erfolgreichste Spieler der Turnierserie durch ein Punktesystem ermittelt. Jeder Spieler, der bei einem der zehn Turniere in den Preisrängen landete, sammelte zusätzlich zum Preisgeld Punkte. Diese verteilten sich wie folgt:
| Platz | Turniere 1–9 | Main Event |
| ----- | ------------ | ---------- |
| 1     | 300          | 350        |
| 2     | 210          | 245        |
| 3     | 150          | 175        |
| 4     | 120          | 140        |
| 5     | 090          | 105        |
| +6+   | 060          | 070        |

### Endstand

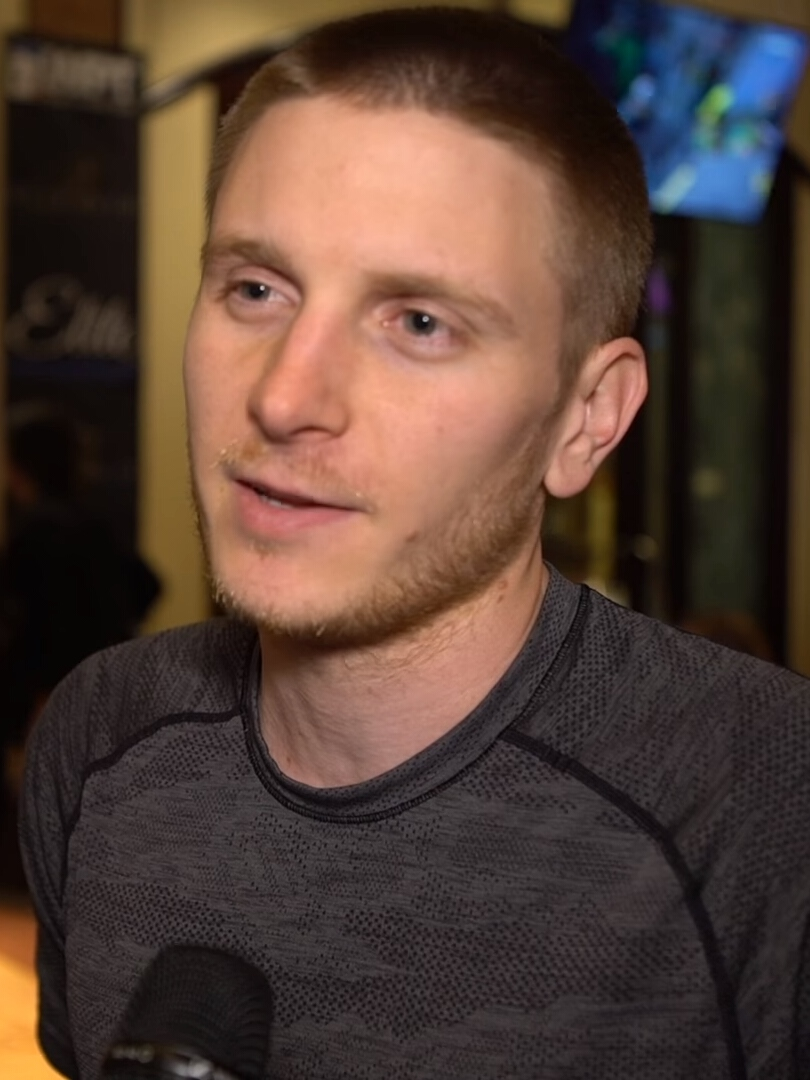
Sam Soverel (2018)

Bei Punktgleichheit war das gewonnene Preisgeld maßgeblich. Sam Soverel platzierte sich siebenmal in den Geldrängen und gewann das siebte sowie zehnte Turnier, was ihm Preisgelder von knapp 1,4 Millionen US-Dollar einbrachte.
| Platz | Herkunft                | Spieler           | Punkte | Preisgeld (in $) | Cashes | Siege |
| ----- | ----------------------- | ----------------- | ------ | ---------------- | ------ | ----- |
| 1     | Vereinigte Staaten      | Sam Soverel       | 1160   | 1.396.800        | 7      | 2     |
| 2     | Australien              | Kahle Burns       | 0630   | 0.610.700        | 3      | 1     |
| 3     | Vereinigte Staaten      | Chance Kornuth    | 0630   | 0.556.400        | 3      | 0     |
| 4     | Vereinigte Staaten      | Sean Winter       | 0480   | 0.495.350        | 4      | 0     |
| 5     | Bosnien und Herzegowina | Almedin Imširović | 0450   | 0.497.600        | 3      | 0     |
| 6     | Vereinigte Staaten      | George Wolff      | 0420   | 0.404.500        | 3      | 0     |
| 7     | Vereinigte Staaten      | Alex Foxen        | 0330   | 0.169.450        | 3      | 0     |
| 8     | Vereinigte Staaten      | Elio Fox          | 0325   | 0.421.000        | 3      | 0     |
| 9     | Kanada                  | Kristen Foxen     | 0300   | 0.408.000        | 1      | 1     |
| 10    | Spanien                 | Sergi Reixach     | 0300   | 0.369.000        | 1      | 1     |